# 石櫟蔣氏節蜱
石櫟蔣氏節蜱（学名：Jutarus pasanus）为節蜱科蔣氏節蜱屬下的一个种。